# Фонтен-Этупфур
Фонте́н-Этупфу́р (фр. Fontaine-Étoupefour) — коммуна во Франции, находится в регионе Нижняя Нормандия. Департамент коммуны — Кальвадос. Входит в состав кантона Эвреси. Округ коммуны — Кан.
Код INSEE коммуны — 14274.

## Население
Население коммуны на 2010 год составляло 1932 человека.
| 1962 | 1968 | 1975 | 1982 | 1990 | 1999 | 2010 |
| ---- | ---- | ---- | ---- | ---- | ---- | ---- |
| 465  | 590  | 960  | 1152 | 1627 | 1676 | 1932 |

## Экономика
В 2010 году среди 1274 человек трудоспособного возраста (15—64 лет) 904 были экономически активными, 370 — неактивными (показатель активности — 71,0 %, в 1999 году было 71,0 %). Из 904 активных жителей работали 853 человека (437 мужчин и 416 женщин), безработных было 51 (19 мужчин и 32 женщины). Среди 370 неактивных 146 человек были учениками или студентами, 167 — пенсионерами, 57 были неактивными по другим причинам.